# Kurarzt
Ein Kurarzt oder Badearzt ist ein an einem Bade- und Kurort ansässiger Arzt, der die Zusatzbezeichnung „Physikalische Therapie und Balneologie“ oder „Balneologie und Medizinische Klimatologie“ erworben hat. Meist erwerben Fachärzte für Allgemeinmedizin oder auch praktische Ärzte die Zusatzbezeichnung. Zum Erwerb der Zusatzbezeichnung müssen Nachweise über die Teilnahme an entsprechenden Weiterbildungsveranstaltungen sowie über die praktische Tätigkeit in der Kurmedizin nachgewiesen werden. Ein Kurarzt bei einer Heilquelle, der die „Medicinalaufsicht“ über Heilquellen hat und auch die Behandlung von Heilbad-Besuchern übernimmt, wurde früher als Brunnenarzt bezeichnet.
Die Berufsbezeichnung „Kurarzt“ bzw. „Badearzt“ darf nach Erwerb der Zusatzbezeichnung nur bei einer Tätigkeit in einem Bade- und Kurort geführt werden.